# Hertha Feist
Pour les articles homonymes, voir Feist.
Hertha Feist (née le 18 juin 1896 à Berlin; morte le 9 juillet 1990  à Hanovre) était une chorégraphe et danseuse expressionniste allemande. Elle fonda une école de danse à Berlin qui combinait gymnastique, nudité et danse. Après 1932, le régime nazi met un frein à ses ambitions.

## Biographie
Née à Berlin, Hertha Feist suivit l'enseignement d'Émile Jaques-Dalcroze au Festspielhaus Hellerau de Dresde avant d'étudier avec Olga Desmond en 1917. Elle rejoignit ensuite la compagnie de danse de Rudolf Laban. C'est en 1923 qu'elle créa son école de danse à Berlin-Halensee tout en enseignant dans celle de Carl Diem, consacrée au sport. Elle continua à figurer dans les spectacles de Rudolf Laban (elle fut par exemple Donna Elvira dans son Don Juan de 1926) et participa en 1927 à l'unique film de Stella Simon (scénariste et productrice dans un film réalisé par Miklos Bandy avec une musique de Marc Blitzstein), Hände : dans ce film, l'histoire est racontée uniquement par les mains et avant-bras d'Hertha Feist, Berth Cis et Pakka Pakka. En 1928, Hertha Feist présenta avec le Novembergruppe un spectacle intitulé Der Berufung en Allemagne, Suisse, Pologne et Angleterre. Son dernier spectacle important fut Iphigénie en Aulide de Christoph Willibald Gluck en 1933, spectacle qui eut lieu sur les marches du musée de Pergame. Le régime nazi la contraignit ensuite à fermer son école et aller dans de plus petits lieux. Après la guerre, elle enseigna de 1952 à 1965 à la Volkshochschule Hannover (de).

## Source de la traduction
- (en) Cet article est partiellement ou en totalité issu de l’article de Wikipédia en anglais intitulé « Hertha Feist » (voir la liste des auteurs).